# Prusy-Boškůvky
Prusy-Boškůvky (en allemand : Pruß-Boskuwek) est une commune du district de Vyškov, dans la région de Moravie-du-Sud, en Tchéquie. Sa population s'élevait à 644 habitants en 2020.

## Géographie
Prusy-Boškůvky se trouve dans la région historique de Moravie, au nord-ouest des contreforts des Carpates, à 6 km à l'est-sud-est du centre de Vyškov, à 34 km à l'est-nord-est de Brno et à 210 km à l'est-sud-est de Prague.
La commune est limitée par Topolany et Hoštice-Heroltice au nord, par Rybníček au nord-est, par Moravské Málkovice à l'est, par Orlovice au sud-est, et par Vážany et Kučerov au sud, par Hlubočany et Vyškov à l'ouest.

## Histoire

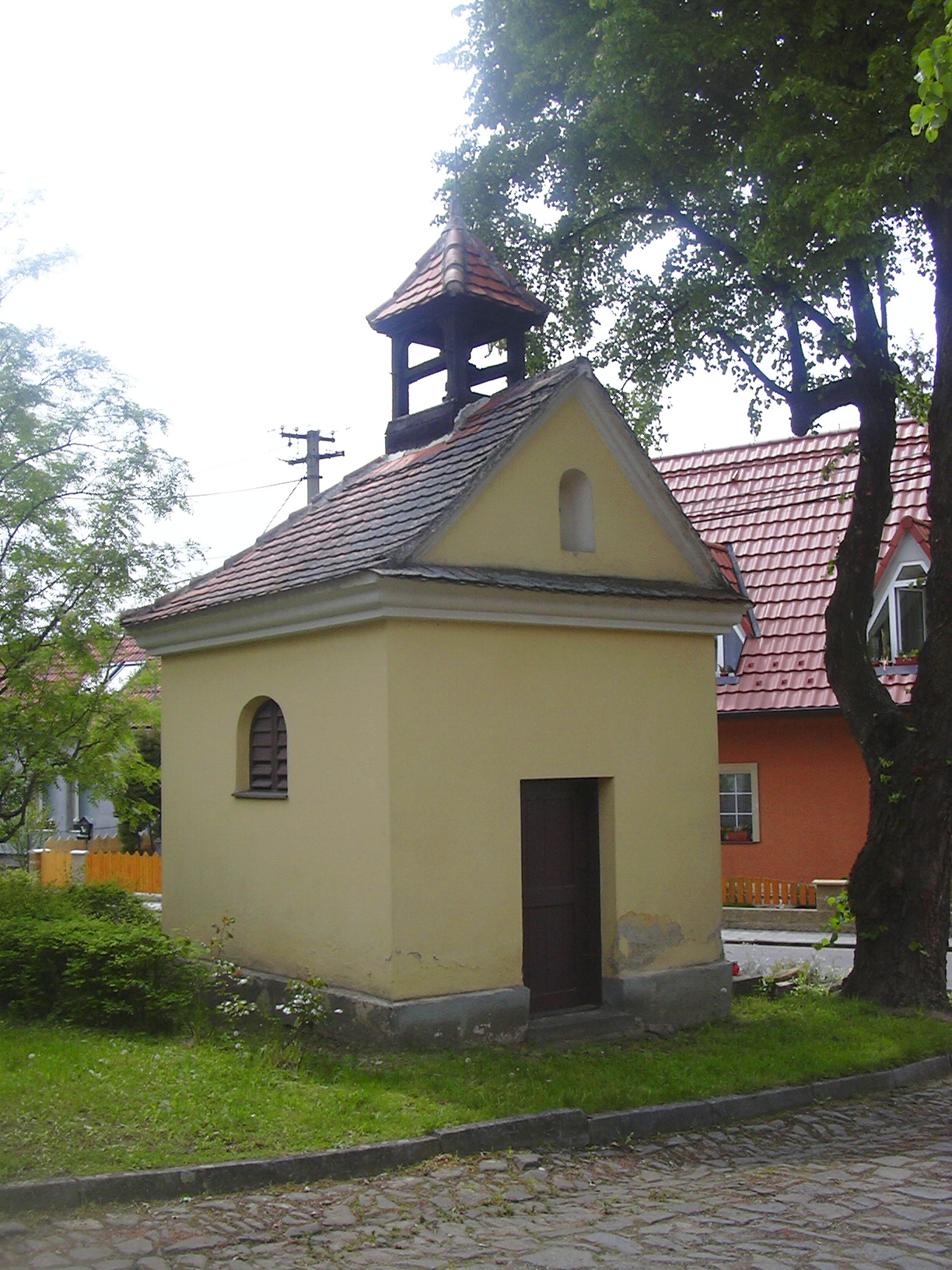
Le clocher de Boškůvky.

Il semblerait que la première mention écrite d'un manoir à Moravské Prusy date de 1052. On trouve la première mention du village et son église dans un registre de 1349. Le hameau voisin de Boškůvky a été cité pour la première fois en 1373. Situé dans le margraviat de Moravie, le territoire faisait partie des pays de la couronne de Bohême devenue une partie intégrante de la monarchie de Habsbourg en 1526.
En 1631 les deux domaines ont été acquis par Léo Guillaume de Kaunitz, seigneur d'Austerlitz, l'arrière-grand-père du chancelier d'Etat Wenceslas Antoine de Kaunitz. Au milieu du XIXe siècle, se sont constitués les deux communes de Moravské Prusy (Mährisch Pruß) et Boškůvky (Boskuwek) incorporés dans le district de Vyškov (Wischau), l'un des 34 Bezirkshauptmannschaften en Moravie.
Après la Première Guerre mondiale et la dissolution de l'Autriche-Hongrie en 1918, la region faisait partie de la République tchécoslovaque. Moravské Prusy et Boškůvky s'unirent en une seule commune en 1964.

## Administration
La commune se compose de trois quartiers :
- Boškůvky
- Moravské Prusy
- Zouvalka